# Associazione Sportiva Casalotti
L'Associazione Sportiva Dilettantistica Casalotti è una società calcistica italiana con sede in Roma e radicamento nel quartiere di Casalotti. Nella stagione 2016-2017 ha disputato il campionato di Promozione Laziale. Dalla stagione successiva cede il suo titolo sportivo ed inizia un periodo di inattività.

## Storia

### Anni 1970
L'Associazione Sportiva Casalotti venne fondata ufficialmente nel 1966 sebbene esistesse già da anni una cellula di tale società sportiva. Il club assunse fin da subito il bianco, il rosso ed il verde come colori sociali, raffigurati anche sullo stemma. Nel corso degli anni la società ha spesso inglobato a sé, nel nome, quartieri confinanti come Pantan Monastero e Pineta Sacchetti mantenendo però la fissa denominazione di Casalotti.
Dopo un primo periodo di transizione nei campionati minori del Lazio il Casalotti, conquistò la Promozione (massima categoria regionale, al pari dell'attuale Eccellenza) nella stagione 1976-1977. Nell'annata successiva, i biancorossi guidati dal tecnico Bruno Marazzi e capitanati da Liborio Liguori vinsero il campionato di Promozione accedendo alla Serie D. Nella medesima annata sportiva il Casalotti fu protagonista di una cavalcata fino alle semifinali nella Coppa Italia Dilettanti conclusa con l'eliminazione per mano del Contarina.
Sotto la presidenza di due imprenditori edili Antonelli e Montanari il Casalotti traslocò dal centro sportivo in Mattia Battistini a quello di Via Borgosesia ed anche la sede del club fu spostata all'interno del quartiere Casalotti, nel bar di Via Druento. La rosa, con a disposizione diversi elementi in prestito da Roma e Lazio ottenne la salvezza nella Serie D 1978-1979. Già dalla fine degli anni '70 oltre alla prima squadra il Casalotti vantava un ottimo settore giovanile e coltivò diversi talenti come quello di Cristiano Bergodi. Nella stagione successiva, il Casalotti nonostante una rosa giovanissima guidata da Enzo Benedetti, riuscì a conquistare il secondo posto e la promozione in Serie C2, divenendo così il terzo club professionistico della capitale.

### Anni 1980
Nella stagione di Serie C2 1980-1981 il Casalotti patì l'impatto con i professionisti dal punto di vista economico con i più elevati costi di gestione, stipendi e trasferte. Il tecnico Enzo Benedetti ottenne con la sua squadra 7 punti nel girone d'andata e al ventesimo turno di campionato il direttore generale Franco Cocco affidò la guida tecnica a Roberto Melchiorri. Nonostante una diatriba tra il nuovo tecnico ed il presidente Antonelli il cambio di avvicendamento porta il Casalotti a conquistare punti che non valsero per il mantenimento della categoria, chiudendo il torneo con 27 punti, retrocedendo nel Campionato Interregionale.
Nel Campionato Interregionale 1981-1982 il Casalotti ottenne il settimo posto nel girone G, dal quale invece retrocessero i vicini rivali del Montespaccato. Anche nella stagione successiva, nel Campionato Interregionale 1982-1983 il Casalotti riuscì a mantenere la categoria conquistando 28 punti e chiudendo al nono posto. La salvezza non fu raggiunta invece nella stagione 1983-1984 che il Casalotti chiuse al terzultimo posto il girone G del Campionato Interregionale e retrocesse in Promozione. Nella stagione 1984-1985 il club biancorosso chiuse al settimo posto con 33 punti il girone A di Promozione ed al quinto, con i medesimi punti, il campionato seguente. Seguirono quindi due stagioni transitorie con dodicesimo posto nella stagione 1986-1987 e quattordicesimo in quella 1987-1988. A livello giovanile, va segnalata l'impresa dell'Under 18 allenata da mister Pavan che, nella stagione 1986-87 vinse il proprio girone regionale accedendo alla finali regionali. Dopo aver eliminato Autocara ed Almas, cedette solo nella semifinale regionale al Cinthia Genzano. Il Casalotti sul finire degli anni ottanta conquistò prima un secondo posto nella stagione 1988-1989 quindi il primo posto in quella 1989-1990 che valse il ritorno nel Campionato Interregionale.

### Anni 1990
Negli anni '90, il Casalotti comincia disputando un ottimo campionato concludendo al nono posto nella stagione 1990-91 nel girone H del Campionato Interregionale. Seguirono però due anni di inattività e il club ripartì con una nuova dirigenza dal campionato di Prima Categoria Laziale nella stagione 1993-1994 quando i bianco-rosso-verdi vinsero la Prima Categoria (all'epoca secondo livello regionale) e ottennero l'accesso al campionato di Promozione, allora ancora primo livello regionale.
Nello stesso anno il Casalotti, che aveva allestito un settore giovanile eccelso e che lanciò giovani come Daniele Portanova, vinse il Campionato Nazionale Giovanissimi Dilettanti.
Tra gli elementi della rosa campione d'Italia c'era il futuro professionista Maurizio Domizzi.
Nel 1994-1995 il Casalotti chiude al decimo posto nel girone A della Promozione per poi chiudere con un ottimo terzo piazzamento l'anno seguente nel girone B. Nella stagione 1996-1997 i biancorossi tornano invece nel girone A e devono accontentarsi del sesto posto con 46 punti. Il declino del Casalotti avvenne con l'avvicinarsi del nuovo millennio, quando già nel campionato di Promozione 1997-1998 il Casalotti chiude terzultimo retrocedendo in Prima Categoria, e decidendo di non iscriversi al campionato seguente.

### Dalla rinascita alla nuova scomparsa
Negli immediati anni successivi la società scomparve del tutto e vendette il proprio titolo al Tanas (società situata a Primavalle) che sotto il nome di "Tanas Casalotti" vinse un campionato di Promozione nella stagione 1999-2000, e successivamente, disputò due campionati di Eccellenza gli anni successivi chiudendo prima quattordicesima e poi terza. 
Il Casalotti vero e proprio fu rifondato nel 2005, per mano di un gruppo di imprenditori locali e ex-calciatori del vecchio club, che hanno ridato vita all'Associazione Sportiva Casalotti.
La squadra, erede del vecchio Casalotti, è ripartita dalla Terza Categoria Laziale ed ha scalato le divisioni regionali fino a giungere nel campionato di Promozione. Nella stagione 2014-2015 il club, guidato da Claudio Carelli, è retrocesso in Prima Categoria dove ha chiuso al secondo posto la stagione 2015-2016 sotto la ritrovata guida tecnica di Pino De Narda, che ha ricondotto in Promozione un gruppo di ragazzi capitanato dal campione d'Italia, nel 1993, Antonio Grosso. Malgrado la salvezza conquistata nel successivo campionato di Promozione, il Casalotti ha ceduto il titolo sportivo nel luglio 2017 iniziando così un periodo di inattività.
Nel 2021, la società riprende l'attività nel mondo del calcio a 8 disputando il campionato di Serie B della Lega Calcio a 8 romana 2021-2022, vincendo il proprio girone e qualificandosi alla Serie A2 per la stagione 2022-2023.
Sempre nel 2021, nasce la nuova società Academy Casalotti, le cui attività ripartono con l'apertura di una scuola calcio.
Due anni dopo, nel 2023, alcuni dirigenti eredi dell'ultima gestione societaria risalente all'ultimo campionato di Promozione Lazio, insieme ad altri eredi della storia dell'A.S..D Casalotti (tra cui il DG Pino De Narda), iscrivono la squadra al campionato di Seconda Categoria Lazio col nome Asd Atletico Casalotti facendo ripartire l'attività agonistica.La squadra termina il campionato 2023-2024 al quarto posto.Nel 2024-2025 la squadra termina al quarto posto il campionato,ma la stagione entra nella storia perché a soli due anni di distanza dalla rinascita il Casalotti diventa campione regionale vincendo la Coppa Lazio di Seconda Categoria il giorno 25-05-2025 in finale contro l’Isola Liri allo Stadio Del Bianco di Anagni.La squadra riporta un titolo che mancava a Casalotti da molti anni.Vittoria che vale l’accesso alla Prima Categoria Lazio nella stagione successiva

## Palmarès

### Competizioni regionali
- Promozione: 3

1977-1978 (girone A), 1989-1990 (girone A), 1999-2000 (girone A)
- Prima Categoria: 3

1976-1977, 1993-1994, 2007-2008
- Seconda Categoria: 2

1975-1976, 2006-2007

• Coppa Lazio Seconda Categoria 1
2024-2025

### Competizioni provinciali
- Terza Categoria: 2

1974-1975, 2005-2006

### Competizioni giovanili
- Campionato Giovanissimi Dilettanti: 1

1993-1994

### Altri piazzamenti
- Serie D:

Secondo posto: 1979-1980 (girone D)
- Eccellenza:

Terzo posto: 2001-2002 (girone A)
- Promozione:

Secondo posto: 1988-1989 (girone A)
Terzo posto: 1995-1996 (girone B), 1998-1999 (girone A)
- Prima Categoria:

Secondo posto: 2015-2016 (girone A)
- Coppa Italia Dilettanti:

Semifinalista: 1977-1978

## Statistiche

### Partecipazione ai campionati
| Livello | Categoria                 | Partecipazioni | Debutto   | Ultima stagione | Totale |
| ------- | ------------------------- | -------------- | --------- | --------------- | ------ |
| 4º      | Serie C2                  | 1              | 1980-1981 | 1980-1981       | 1      |
| 5º      | Serie D                   | 2              | 1978-1979 | 1979-1980       | 6      |
| 5º      | Campionato Interregionale | 4              | 1981-1982 | 1990-1991       | 6      |